# Klausdalsbrovej
Klausdalsbrovej er en større vej, der strækker sig over cirka 6,9 km fra Buddingevej tæt ved Buddinge Station i Gladsaxe Kommune gennem Hjortespring i Herlev Kommune og til Ring 4 i Ballerup Kommune, hvor vejstrækningen fortsætter som Nordbuen. Vejen passerer både Motorring 3 og Hillerødmotorvejen, hvorfra der er frakørsler.
Vejen hed oprindeligt Stationsvej. Efter at den i flere år uofficielt var blevet benævnt Klausdalsvej ændrede Gladsaxe Kommune i 1925 navnet til Klausdalsbrovej. Navnet kommer af Klausdal Bro, der fører over Kagsåen.
På de cirka 3 km af vejen, der er beliggende i Herlev Kommune, passerer der 10.000-13.000 biler i døgnet.
Størstedelen af vejen går gennem bymæssig bebyggelse, men på stykket mellem Hillerødmotorvejen og Ring 4 er der flere grønne områder, blandt andet et naturcenter og en golfklub.